# Shut Up and Rap
Albums de Termanology
G.O.Y.A. (Gunz Or Yay Available)
(2013) More Politics
(2016)
Singles
1. The War Begins
Sortie : 7 octobre 2014
2. El Wave
Sortie : 5 novembre 2014
3. I Fucks with You
Sortie : 11 décembre 2014
4. Get Away
Sortie : 13 janvier 2015

Shut Up and Rap est le troisième album studio de Termanology, sorti le 9 décembre 2014.

## Liste des titres
| No  | Titre                                                                                          | Contient un (des) sample(s) de     | Durée |
| --- | ---------------------------------------------------------------------------------------------- | ---------------------------------- | ----- |
| 1.  | Shut up and Rap (Intro) (Produit par Billy Loman)                                              |                                    | 0:06  |
| 2.  | The War Begins (featuring H Blanco, Inspectah Deck et Chris Rivers – Produit par Billy Loman)  | Ebony Glass de Nancy Priddy        | 3:07  |
| 3.  | Get Away (featuring Skyzoo, Torae et Reks – Produit par Billy Loman)                           | Feel Like Making Love de Bob James | 5:08  |
| 4.  | I'm Good (featuring Michael Christmas et Astro – Produit par Billy Loman)                      | Lujon d'Henry Mancini              | 3:45  |
| 5.  | Can't Take It Anymore (featuring Chilla Jones, Cortez et DJ Doo Wop – Produit par Billy Loman) |                                    | 3:53  |
| 6.  | Don't Know (featuring Chasen Hampton – Produit par Billy Loman)                                |                                    | 3:38  |
| 7.  | I Fucks with You (featuring Lumidee et Cyrus Desheild – Produit par Billy Loman)               |                                    | 3:44  |
| 8.  | Thug Muzik (featuring H Blanco et Ea$Y Money – Produit par Billy Loman et The Arcitype)        |                                    | 4:38  |
| 9.  | Photo Shoot Fresh (featuring Wais P et Dutch Rebelle – Produit par Billy Loman)                |                                    | 3:53  |
| 10. | Oh Yes! (featuring Superstah Snuk et Ea$Y Money – Produit par Billy Loman)                     |                                    | 4:12  |
| 11. | Reality (featuring Ea$Y Money et Hectic – Produit par Billy Loman)                             |                                    | 3:05  |
| 12. | Depths of Hell (featuring Slaine et Artisin – Produit par Billy Loman)                         |                                    | 2:26  |
| 13. | Pour out a Bottle of Rose (featuring Reks – Produit par Billy Loman)                           |                                    | 3:06  |

| 14. | My Time (featuring Lil Fame – Produit par Termanology, The Arcitype et Artisin)           | 4:00 |
| 15. | El Wave (featuring Willie the Kid et Reks – Produit par The Alchemist et Statik Selektah) | 3:05 |
| 16. | Streetwise (featuring Statik Selektah – Produit par The Mighty Moe)                       | 2:52 |